# Landskrona–Lund–Trelleborgs Järnväg
Landskrona–Lund–Trelleborgs Järnväg (LLTJ) bildades 1919 genom sammanslagning av Landskrona–Kävlinge Järnväg (LaKJ) och Lund–Trelleborgs Järnväg (LTJ). Sistnämnda bana hade redan 1903 förvärvat Lund–Kävlinge Järnväg (LKJ).
LLTJ förstatligades 1940 och sträckan Lund–Trelleborg lades ned 1960.

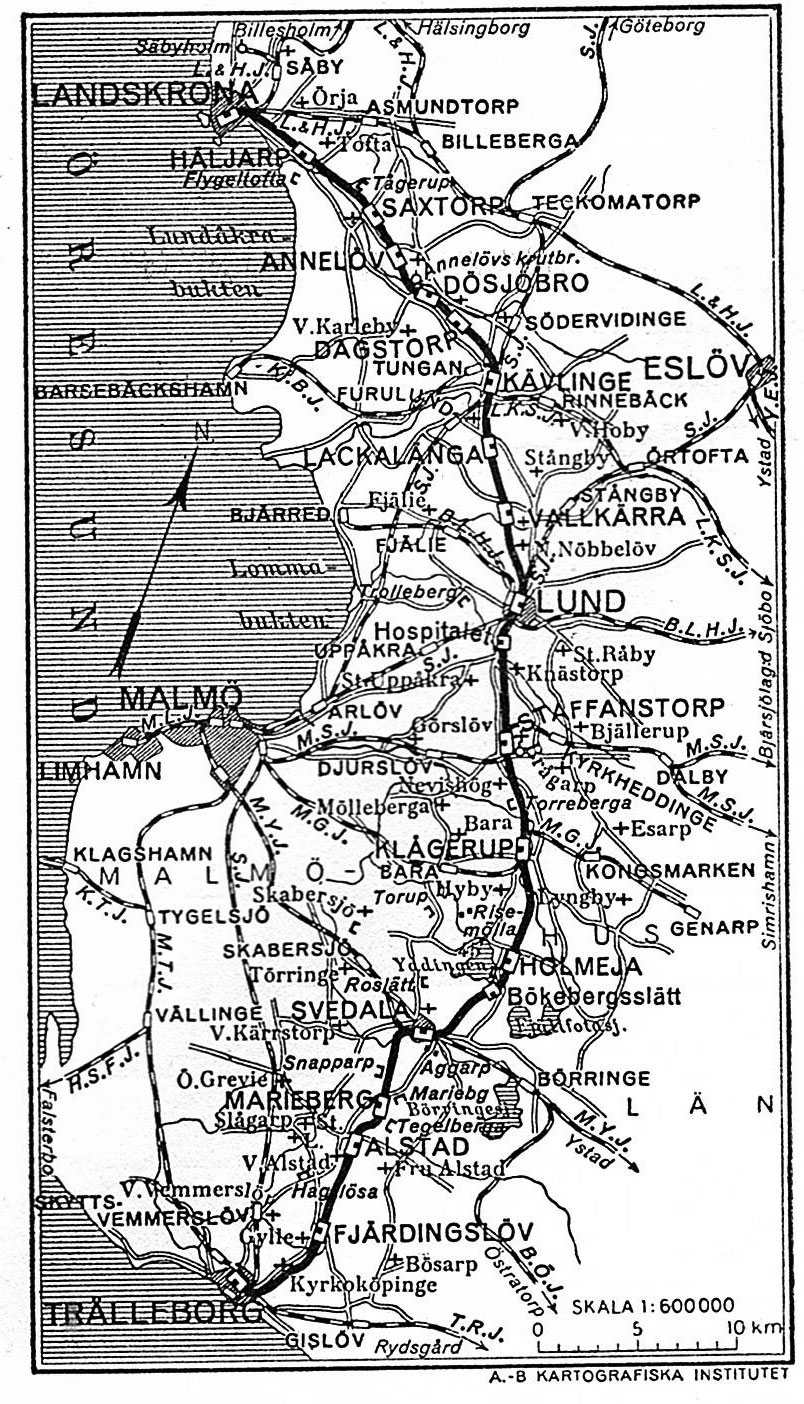
LLTJ. Karta 1926.